# Чемпионат мира по шорт-треку 1990
Чемпионат мира по шорт-треку 1990 года проходил 16 - 18 марта в Амстердаме (Нидерланды).

## Общий медальный зачёт
| Место | Страна           | Золото | Серебро | Бронза | Всего |
| ----- | ---------------- | ------ | ------- | ------ | ----- |
| 1     | Канада           | 5      | 3       | 2      | 10    |
| 2     | Япония           | 2      | 3       | 0      | 5     |
| 3     | Нидерланды       | 1      | 3       | 2      | 6     |
| 4     | Великобритания   | 1      | 1       | 0      | 2     |
| 5     | Республика Корея | 1      | 0       | 1      | 2     |
| 6     | Италия           | 0      | 1       | 2      | 3     |
| 7     | Бельгия          | 0      | 0       | 2      | 2     |

## Медалисты

### Мужчины
| Дисциплина | Золото                                                                 | Серебро                                                             | Бронза                                                                     |
| ---------- | ---------------------------------------------------------------------- | ------------------------------------------------------------------- | -------------------------------------------------------------------------- |
| Многоборье | Ли Джун Хо Республика Корея                                            | Уилф О'Рейли Великобритания Юити Акасака Япония                     | место не присуждалось                                                      |
| 500 м      | Уилф О'Рейли Великобритания                                            | Хуго Херрнхоф Италия                                                | Орацио Фагоне Италия                                                       |
| 1000 м     | Цутому Кавасаки Япония                                                 | Мишель Деньо Канада                                                 | Ли Джун Хо Республика Корея                                                |
| 1500 м     | Тацуёси Исихара Япония                                                 | Юити Акасака Япония                                                 | Герт Бланшар Бельгия                                                       |
| 3000 м     | Ли Джун Хо Республика Корея                                            | Юити Акасака Япония                                                 | Хуго Херрнхоф Италия                                                       |
| Эстафета   | Чарльз Велдховен Ян Хогевен Эрик Дуйвельшофф Йерун Оттер Ричард Суйтен | Фредерик Блэкберн Марк Лэки Мишель Деньо Сильвен Ганьон Лоран Деньо | Герт Бланшар Ален де Рюйтер Даниэль Ван Лоок Стефан Гюйг Фрэнки Ван Хоорен |

### Женщины
| Дисциплина | Золото                                                           | Серебро                                               | Бронза                                                                                 |
| ---------- | ---------------------------------------------------------------- | ----------------------------------------------------- | -------------------------------------------------------------------------------------- |
| Многоборье | Сильви Дэгль Канада                                              | Жоэль ван Кутсвелд Нидерланды                         | Иден Донателли Канада                                                                  |
| 500 м      | Сильви Дэгль Канада                                              | Иден Донателли Канада                                 | Кристина Шиолла Италия                                                                 |
| 1000 м     | Сильви Дэгль Канада                                              | Мануэла Оссендрейвер Нидерланды                       | Жоэль ван Кутсвелд Нидерланды                                                          |
| 1500 м     | Натали Ламбер Канада                                             | Жоэль ван Кутсвелд Нидерланды                         | Иден Донателли Канада                                                                  |
| 3000 м     | Жоэль ван Кутсвелд Нидерланды                                    | Сильви Дэгль Канада                                   | Иден Донателли Канада                                                                  |
| Эстафета   | Натали Ламбер Иден Донателли Сильви Дэгль Энни Перро Мариз Перро | Хироми Такеути Тамаки Шибата Юмико Ямада Нобуко Ямада | Жоэль ван Кутсвелд Мануэла Оссендрейвер Моник Велзебур Аня ван дер Пул Присцилла Эрнст |